# (544) Йетта
(544) Йетта (нем. Jetta) — астероид главного пояса, который был открыт 11 сентября 1904 года немецким астрономом Паулем Гёцем в Гейдельбергской обсерватории и назван в честь героини сказаний и легенд Гейдельберга.